# Schwiemelkopf
Koordinaten: 51° 30′ 55″ N, 9° 18′ 15″ O

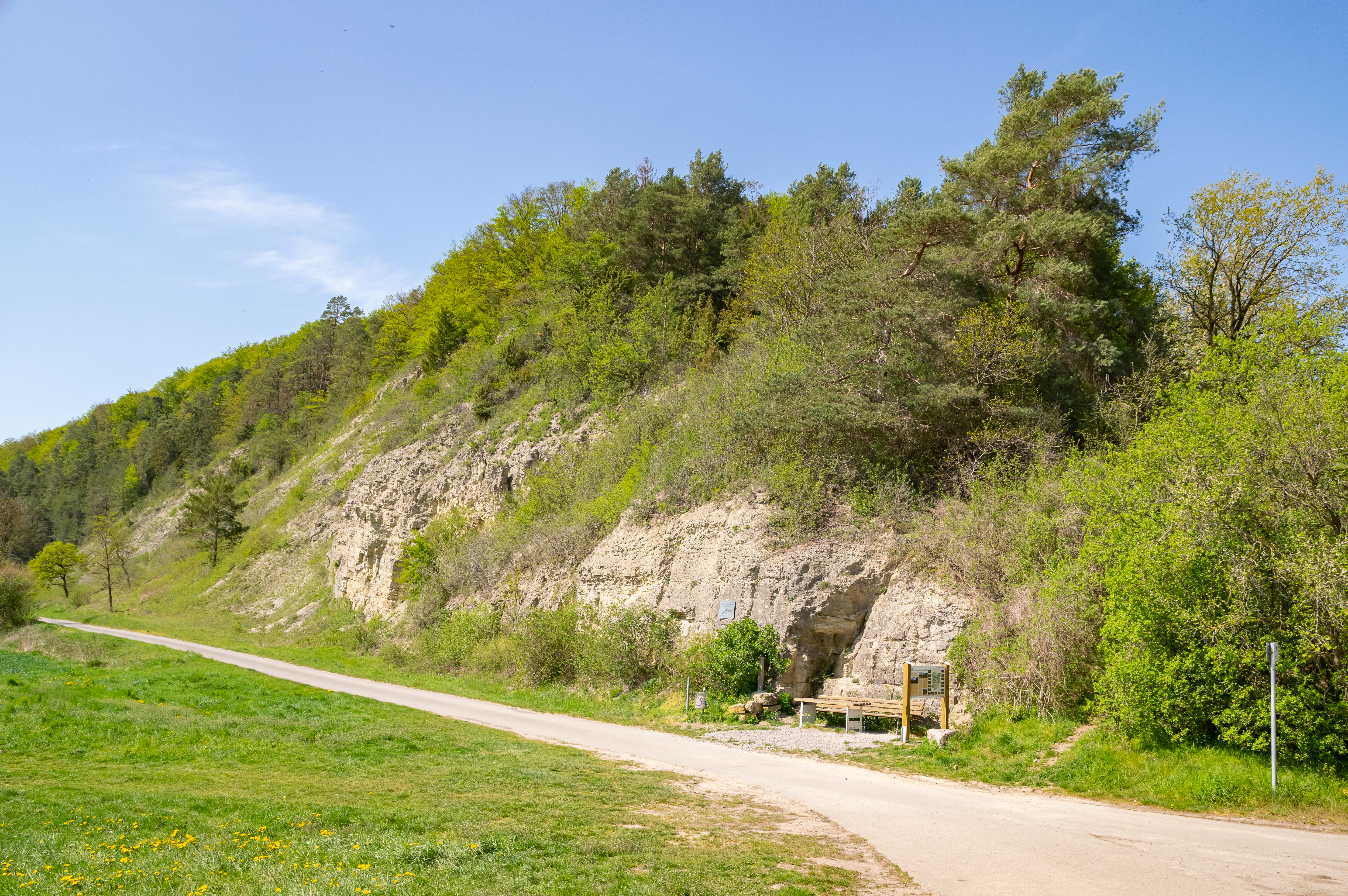
Naturschutzgebiet Schwiemelkopf (April 2019)

Das Naturschutzgebiet Schwiemelkopf liegt auf dem Gebiet der Stadt Borgentreich im Kreis Höxter in Nordrhein-Westfalen.
Das Gebiet erstreckt sich südöstlich der Kernstadt Borgentreich und nordöstlich der Kernstadt Liebenau im Landkreis Kassel. Östlich und südlich des Gebietes fließt die Diemel, östlich – auf hessischem Gebiet – verläuft die Landesstraße L 3210. Am östlichen und südlichen Rand des Gebietes verläuft die Landesgrenze zu Hessen.

## Bedeutung
Das etwa 69,0 ha große Gebiet mit der Schlüssel-Nummer HX-054 steht seit dem Jahr 1999 unter Naturschutz. 